# Karl Zeitz
Karl Zeitz (* 26. Oktober 1844 in Salzungen; † 4. Mai 1912 in Meiningen) war Brauereibesitzer und Mitglied des Deutschen Reichstags.

## Leben
Zeitz besuchte das Gymnasium und lebte längere Zeit im europäischen Ausland, u. a. in Frankreich, Belgien, Schweiz und Italien. Über seine Biographie bis zum Jahr 1870 gibt Zeitz in seinen zuerst 1893 veröffentlichten Kriegserinnerungen Auskunft. Demnach hat Zeitz dem Wunsch des Vaters, Jurist zu werden, nicht entsprochen, sondern das Gymnasium mit 17 Jahren vor dem Abitur verlassen. Anschließend absolvierte er eine kaufmännische Lehre in Nürnberg. Mit 19 Jahren ging Zeitz im Jahr 1863 nach Paris, wo er Französisch lernte und in wechselnden Handelskontoren tätig war.  Bei Beginn des Deutsch-Französischen Kriegs 1870 war Zeitz in Paris Handelsvertreter für Zinnsoldaten aus Nürnberg. Bei Kriegsbeginn meldete sich Zeitz, der nicht wehrpflichtig war, freiwillig zum 2. Thüringischen Infanterie-Regiment Nr. 32, bei dem auch sein Bruder Theodor diente. Zeitz erlebte den ganzen Krieg mit und war u. a. an den Schlachten von Wörth, Sedan, Orléans und Le Mans beteiligt. Seine Kriegserinnerungen, in denen er sehr detailliert und mit guter Kenntnis Frankreichs und seiner Bewohner, wenngleich nicht ohne nationalistisch gefärbte Untertöne den Feldzug 1870/71 schildert, erschienen in mehreren Auflagen, u. a. in einer illustrierten kleinen Jugendausgabe. Die anekdotisch aufgebauten Kriegserinnerungen verschweigen keineswegs die Grausamkeiten und Strapazen des Krieges, ordnen diese aber dem Erlebnis von Kameradschaft und Reichseinigung unter.
Zeitz war Besitzer einer nach ihm benannten Brauerei und Mitglied des Gemeinderats und der Handels- und Gewerbekammer in Meiningen. Karl Zeitz finanzierte den Bau des Henneberger Hauses, in dessen Untergeschoss er eine Gastwirtschaft unterhielt.
In dem bekannten Thüringer Kurort Liebenstein (ab 1906 Bad) betrieb Karl Zeitz zusammen mit dem Gastwirt Georg Heym im Domänengut eine Brauerei. Die Brauerei wurde von 1850 bis 1877 im Pachtverhältnis geführt, Zeitz war vermutlich erst in den Jahren zwischen 1864 und 1877 Teilpächter.
Von 1884 bis 1890 war er Mitglied des Deutschen Reichstags für den Reichstagswahlkreis Herzogtum Sachsen-Meiningen 1 (Meiningen, Hildburghausen) für die Nationalliberale Partei.
Bis 1990 gab es in Meiningen eine Karl-Zeitz-Straße.

## Werke
- Kriegserinnerungen eines Feldzugsfreiwilligen aus den Jahren 1870 und 1871. Stephan Seibel, 1895